# Міські голови Донецька
Міські голови Донецька — перелік голів міської ради міста Донецька, Україна. Назва посади Юзівки / Сталіно / Донецька змінювалося. Вона в різний час називалася: «голова Юзівської Ради», «голова Юзівської міської управи», «міський голова», «голова міської Ради», «голова виконкому міської Ради».
Першого міського голову було обрано у 1917 р. З 1920 по 1925 рік міською Радою керувала президія окружного виконкому. З 1925 по 1937 рік містом керували голови міської Ради. З 1937 року посаду називається голова виконкому міської Ради. Під час окупації Донецька в 1941—1943 роках містом керувала окупаційна міська управа. 1943 року місто було звільнене і з 1945 по 1990 рік містом керували голови виконкому міської Ради.
| Портрет | Ім'я                              | Назва посади                                                    | Дати керівництва              |  |
| ------- | --------------------------------- | --------------------------------------------------------------- | ----------------------------- |  |
|         | Зузуля Павло Омелянович           | голова Юзівського тимчасового селищного комітету                | березень 1917 — серпень 1917  |  |
|         | Косенко Костянтин Андрійович      | голова Юзівської ради робітничих депутатів                      | березень 1917 — листопад 1917 |  |
|         | Алфьоров Павло Олександрович      | голова виконавчого комітету Юзівської ради робітничих депутатів | серпень 1917 — березень 1918  |  |
|         | Залмаєв Яків Васильович           | голова Юзівської ради робітничих депутатів                      | листопад 1917 — квітень 1918  |  |
|         | Ієйте Семен Львович               | голова Юзівської міської управи                                 | серпень 1917 — грудень 1917   |  |
|         | Бартагов Іван Васильович          | міський голова                                                  | квітень 1918 — червень 1919   |  |
|         | Богомолов Яків Максимович         | міський голова                                                  | червень 1919 — грудень 1919   |  |
|         | Жуковський Йосип Гаврилович       | голова ревкому                                                  | 6 січня 1920-?                |  |
|         | президія окружного виконкому      | 1920-1925                                                       |                               |  |
|         | Шкадінов Микола Іванович          | голова окружного виконавчого комітету                           | 1923—1925                     |  |
|         | Рижов Володимир Костянтинович     | голова міської Ради                                             | 1925—1928                     |  |
|         | Сбєжнєв Дмитро Федорович          | голова міської Ради                                             | 1927—1928                     |  |
|         | Громілін Максим Іванович          | голова міської Ради                                             | 1928—1930                     |  |
|         | Котов Тимофій Павлович            | голова міської Ради                                             | липень 1930 — жовтень 1930    |  |
|         | Леонов А. Ф.                      | голова міської Ради                                             | 1930—1931                     |  |
|         | Ананченко Федір Гурійович         | голова міської Ради                                             | 1931—1933                     |  |
|         | Конотоп Віктор Якович             | голова міської Ради                                             | 1933—1935                     |  |
|         | Белоконов Петро Григорович        | голова міської Ради                                             | 1935—1937                     |  |
|         | Іванов С.Г.                       | голова міської Ради                                             | 1937-1938                     |  |
|         | Старовойтов Федір Васильович      | голова виконкому міської Ради                                   | 1938-1941                     |  |
|         | Пєтушков Микола Григорович        | міський голова (бургомістр міської управи)                      | 1942                          |  |
|         | Ейхман Андрій Андрійович          | міський голова (бургомістр міської управи)                      | 1942-1943                     |  |
|         | Старовойтов Федір Васильович      | голова виконкому міської Ради                                   | 1943-1945                     |  |
|         | Матяс Микола Миронович            | голова виконкому міської Ради                                   | 1945—1947                     |  |
|         | Феропонтов Василь Миколайович     | голова виконкому міської Ради                                   | 1947—1949                     |  |
|         | Єфименко Георгій Петрович         | голова виконкому міської Ради                                   | 1949—1953                     |  |
|         | Бахаєв Олексій Михайлович         | голова виконкому міської Ради                                   | 1953—1961                     |  |
|         | Миронов Василь Петрович           | голова виконкому міської Ради                                   | 1961—1976                     |  |
|         | Сомов Віктор Георгійович          | голова виконкому міської Ради                                   | 1976—1978                     |  |
|         | Спицин Володимир Кузьмович        | голова виконкому міської Ради                                   | 1978—1987                     |  |
|         | Онищук Георгій Ілліч              | голова виконкому міської Ради                                   | 1987—1989                     |  |
|         | Орлов Євген Григорович            | голова виконкому міської Ради                                   | 1989—1990                     |  |
|         | Махмудов Олександр Гафарович      | голова міської Ради                                             | 1990-1992                     |  |
|         | Звягільський Юхим Леонідович      | голова міської ради, виконкому                                  | 1992-1993                     |  |
|         | Рибак Володимир Васильович        | голова міської ради, виконкому, міський голова                  | 1993-2002                     |  |
|         | Лук'янченко Олександр Олексійович | міський голова                                                  | 31 березня 2002—14 липня 2014 |  |
|         | Савінов Костянтин Львович         | т.в.о. міського голови                                          | 14 липня 2014—13 жовтня 2014  |  |
|         | Мартинов Ігор Юрійович            | голова адміністрації міста від т.зв. «ДНР»                      | 13 жовтня 2014—17 жовтня 2016 |  |
|         | Кулемзін Олексій Валерійович      | голова адміністрації міста від т.зв. «ДНР»                      | 17 жовтня 2016—201            |  |